# أوبن في زي
أوبن في زي (بالإنجليزية: OpenVZ وهي إختصار من Open Virtuozzo)‏ وهو برنامج خاص بأنظمة تشغيل لينكس يعمل على إنشاء أجهزة وهمية. وهذا البرنامج تستخدمه شركات الاستضافة في إنشاء خوادم خاصة افتراضية (Virtual private server).